# Nikolaj Basov
Nikolaj Gennadijevitsj Basov (Russisch: Николай Геннадиевич Басов) (Oesman, 14 december 1922 – Moskou, 1 juli 2001) was een Russisch natuurkundige die in 1964 de Nobelprijs voor de Natuurkunde ontving voor zijn werk op het gebied van de kwantumelektronica, dat leidde tot de ontwikkeling van laser en maser. Basov deelde de prijs met Aleksandr Prochorov en Charles Townes.

## Biografie
Basov werd geboren in de centraal gelegen Russisch oblast Lipetsk als zoon van Gennady Fedorovich Basov en Zinaida Andreevna Molchanova. Zijn vader was hoogleraar aan het Voronezj bosbouwinstituut.
Na afronding van de middelbare school in 1941 in Voronezj werd Basov opgeroepen voor militaire dienst en kwam hij terecht op de militaire medische academie te Samara. In 1943 verliet hij de academie met de kwalificatie van militair doktersassistente. Hij diende in het Sovjetleger en nam hij actief deel aan de Tweede Wereldoorlog in het gebied van het Eerste Oekraïense Front. In december 1945 werd hij gedemobiliseerd en trad hij toe tot het Moskou Instituut van Fysische Ingenieurs, waar hij theoretische en experimentele natuurkunde studeerde.
Van 1950 tot 1953 was hij post-grad student aan Moskou Instituut van Fysische Ingenieurs. Gelijktijdig werkte hij aan zijn proefschrift bij het Lebedev Instituut van de Russische Academie van Wetenschappen onder begeleiding van professoren Mikhail Leontovich en Aleksandr Prochorov. Met Prochorov kwam hij in 1955, vrijwel gelijktijdig doch onafhankelijk van de Amerikaan Townes, op het idee van de maser en de laser. Na het behalen van zijn kandidaatsdoctoraat in 1953 was hij van 1953 tot 1958 docent vaststoffysica aan de Staatsuniversiteit van Moskou. Vanaf 1958 tot aan zijn overlijden in 2001 was hij verbonden aan het Lebedev Instituut te Moskou, waar hij diverse leidinggevende functies vervulde.
Basov trad in 1950 in het huwelijk met Ksenia Tikhonovna Basova, die ook natuurkundige was en werkzaam op de afdeling algemene fysica van het Instituut van Fysisch Ingenieurs te Moskou. Ze hadden twee zonen, Gennady en Dmitry. Basov overleed in 2001.

## Erkenning
Voor zijn wetenschappelijk en leidinggevende werkzaamheden verkreeg Basov verscheidende nationale en internationale onderscheidingen, waaronder:
- 1959 - Leninprijs (samen met Prochorov)
- 1964 - Nobelprijs voor de Natuurkunde (samen met Prochorov en Townes)
- 1969 & 1982 - Held van de Socialistische Arbeid
- 1977 - Volta-medaille van de Italiaans Natuurkundig Gezelschap
- 1986 - Kalingaprijs
- 1989 - Staatsprijs van de Sovjet-Unie
- 1989 - Gouden Lomonosov-medaille van de toenmalige Academie van Wetenschappen van de USSR
- Vijfmaal de Leninorde

1. ↑  Find a Grave; geraadpleegd op: 29 juni 2024.
2. 1 2  Nationaal Normbestand van Tsjechië; geraadpleegd op: 7 november 2022; NKC-identificatiecode: ola2002152070.